# Аручаванк
Аручаванк (вірм. Արուչավանք) — монастир, заснований у 641 р. в історичній провінції Арагацотн. Розташований у селі Аруч марзу Арагацотн Республіки Вірменія. У 1946–1948 роках була проведена реконструкція, в ході якої вдалося відтворити початковий вигляд, за винятком барабана і купола.
Храм розташований в напівзруйнованому стані. Двері і купол відсутні.

## Галерея

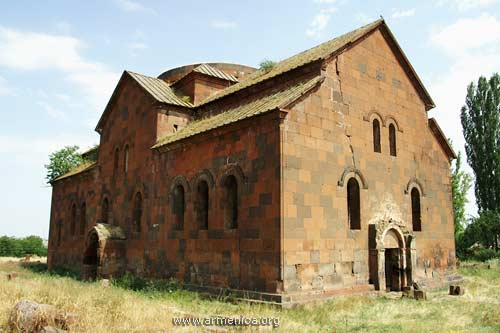
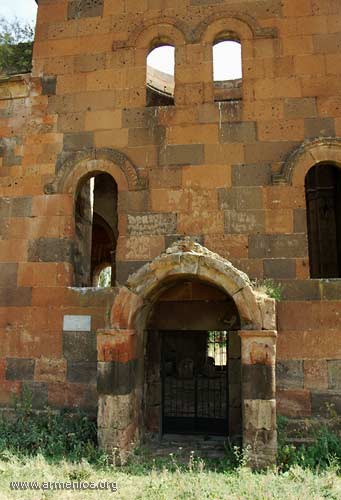
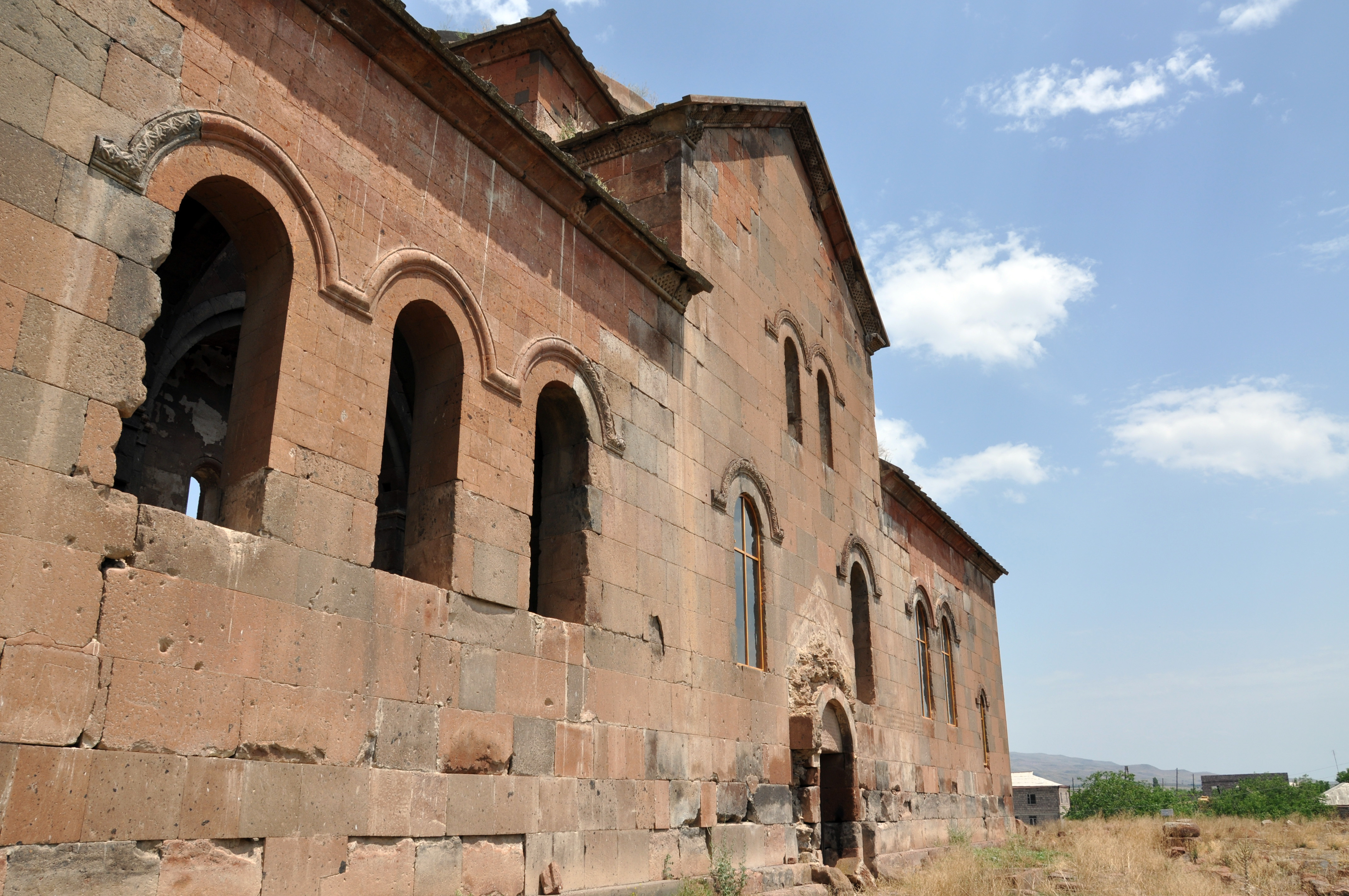
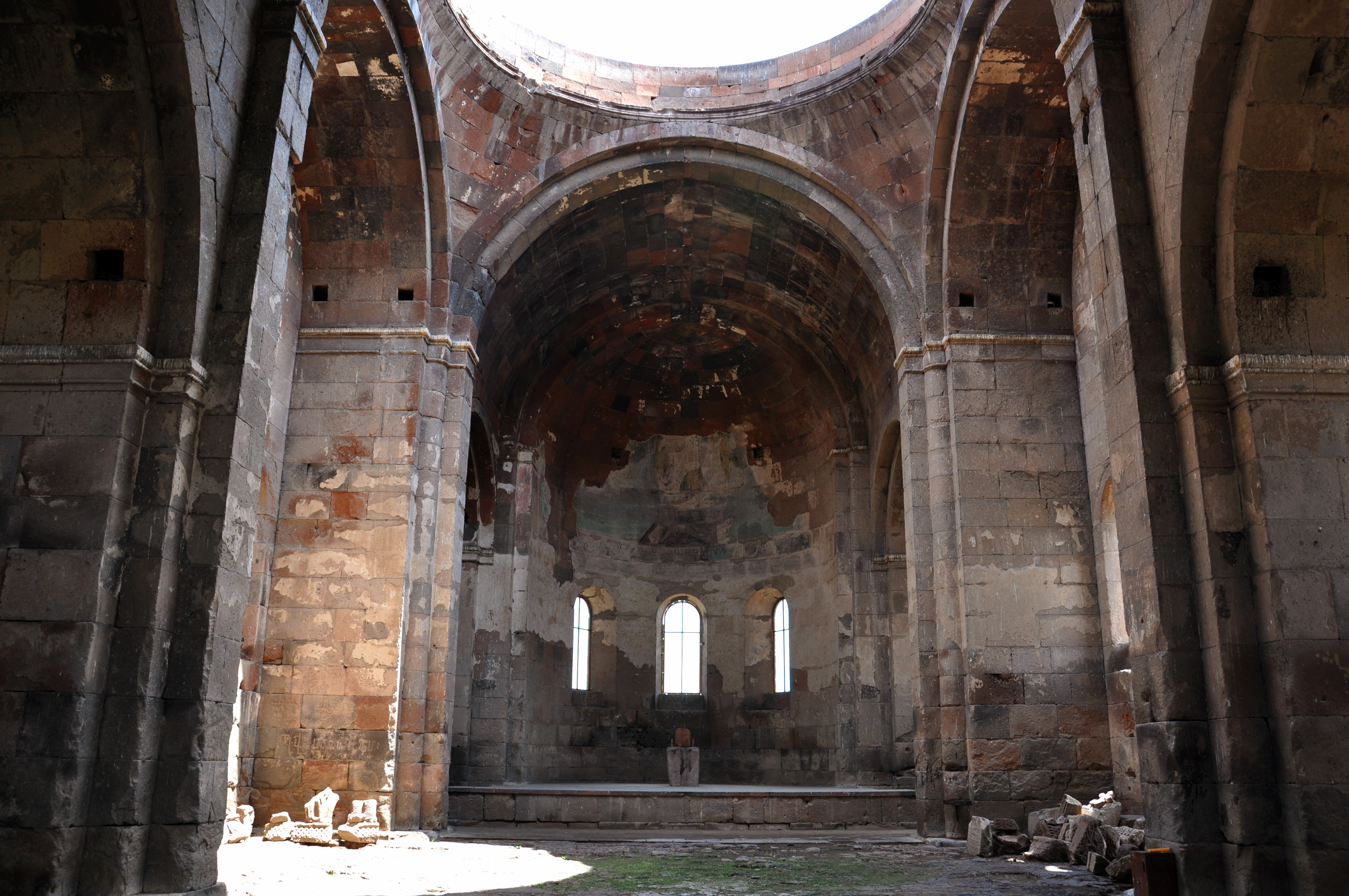